# 5612 Nevskij
Az 5612 Nevskij (ideiglenes jelöléssel 1975 TX2) a Naprendszer kisbolygóövében található aszteroida. Ljudmila Ivanovna Csernih fedezte fel 1975. október 3-án.